# 段階的開示
段階的開示 (英: progressive disclosure)は、アプリケーションの学習を容易にし、エラーを発生しにくくするためによく使用されるインタラクションデザインパターンである。高度な機能や滅多に使用されない機能を一段階先で表示する。 
このパターンの動作の典型的な例は、 MacOSの印刷ダイアログボックスである。システムにページを印刷するように命令すると、ダイアログボックスには選択肢の一部のみが表示される。ユーザーがより高度なオプションが必要な場合は、[詳細を表示]ボタンをクリックして、これらの機能を2番目の画面に表示する。

物理的な世界では、段階的開示は現代のテーマパークの設計者が利用している。乗り物を待つ長い列は訪問者に不快感を与える可能性があるため、どの視点からも列のごく一部しか見えないようになっている。人々が列を進んでいくと、列全体の個別の部分しか見ることができなくなる。この設計により、長時間の待機でも精神的に耐えやすくなっている。 

## 歴史
Apple Human Interface Groupの創設メンバーであるKristina Hooper Woolseyは、1985年に、システムの仕組みを新しいユーザーに選択的に開示するための独創的なアイデアと見なすことができるものを記載した。
「インターフェースの設計では、特定のシステムについてユーザーに選択的に通知し、システムの一般的な理解を構成できる適切に選択された断片を提供する方法も慎重に検討する必要がある。」 